# Condado de Preble
El condado de Preble (en inglés: Preble County), fundado en 1808, es uno de 92 condados del estado estadounidense de Ohio. En el año 2000, el condado tenía una población de 152,061 habitantes y una densidad poblacional de 119 personas por km². La sede del condado es Eaton. El condado recibe su nombre en honor al Capitán Edward Preble (1761-1807), un comandante de la armada durante la Guerra de Independencia de los Estados Unidos.

## Geografía
Según la Oficina del Censo, el condado tiene un área total de 1,104 km², de la cual 1,100 km² es tierra y 4 km² (0.36%) es agua.

### Condados adyacentes
- Condado de Darke (norte)
- Condado de Montgomery (este)
- Condado de Butler (sur)
- Condado de Union, Indiana (sur)
- Condado de Wayne, Indiana (noroeste)

## Demografía
Según la Oficina del Censo en 2000, los ingresos medios por hogar en el condado eran de $42,093, y los ingresos medios por familia eran $47,547. Los hombres tenían unos ingresos medios de $35,313 frente a los $23,573 para las mujeres. La renta per cápita para el condado era de $18,444. Alrededor del 6.10% de la población estaban por debajo del umbral de pobreza.

## Municipalidades

### Ciudades
- Eaton

### Villas
| - College Corner - Camden - Eldorado - Gratis - Lewisburg | - New Paris - Verona - West Alexandria - West Elkton - West Manchester |

### Áreas no incorporadas
- Fairhaven

### Municipios
El condado de Preble está dividido en 12 municipios:
| - Dixon - Gasper - Gratis - Harrison - Israel - Jackson | - Jefferson - Lanier - Monroe - Somers - Twin - Washington |